# Rewolucja w Jemenie
Rewolucja w Jemenie – antyrządowy ruch zbrojny o charakterze społeczno-politycznym w Jemenie przeciwko złej sytuacji materialnej, bezrobociu, korupcji, ograniczaniu swobód obywatelskich i długoletnim rządom prezydenta Alego Abdullaha Saliha, zaliczany do fali ruchów arabskiej wiosny. Rozpoczęła się 27 stycznia 2011 roku pod wpływem udanych rewolucji w Tunezji i Egipcie od demonstracji w stolicy kraju, Sanie.
W lutym oraz marcu 2011 w głównych miastach Jemenu trwały nieustanne protesty antyprezydenckie. Dochodziło do konfrontacji między przeciwnikami prezydenta a siłami bezpieczeństwa, które otwierały ogień do cywilów. Z czasem w Sanie toczyły się walki między zwolennikami i przeciwnikami prezydenta. Wsparcia demonstrantom udzielili szyiccy bojownicy, którzy rok wcześniej podpisali pokój z rządem centralnym oraz plemienne milicje.
Efektami protestów było zapewnienie prezydenta Saliha, iż nie będzie ubiegał się o reelekcję w 2013. Opozycja domagała się jednak natychmiastowego złożenia urzędu przez prezydenta, na co ten nie chciał przystać mimo coraz większej liczby ofiar cywilnych zamieszek. W obliczu patowej sytuacji do mediacji w kwietniu włączała się Rada Współpracy Zatoki Perskiej (GCC). Plan pokojowy przedstawiony 10 kwietnia 2011, zakładał utworzenie rządu jedności narodowej kierowanego przez opozycję, ale pod rządami prezydenta Saliha i jego ustąpienie w ciągu 30 dni na rzecz ówczesnego wiceprezydenta Mansura Hadiego, który w ciągu 60 dni miał zorganizować wybory prezydenckie oraz gwarantował prezydentowi immunitet sądowy. Ponadto plan zobowiązywał parlament do stworzenia nowej konstytucji poddanej ocenie przez referendum ogólnonarodowe. Na końcu w wyborach ma być wyłoniony nowy parlament.
Strona rządowa początkowo zaakceptowała plan, ale odrzuciła go opozycja, która nie chciała rządu pod protektoratem Saliha i żądała jego osądzenia (podczas gdy plan zakładał nietykalność prezydenta). Po negocjacjach opozycja ostatecznie zgodziła się podpisać plan, jednak wówczas odmówił uczynienia tego prezydent. Opozycja ogłosiła kampanię nieposłuszeństwa obywatelskiego, a Radę Współpracy Zatoki Perskiej opuścił Jemen. Na początku maja 2011 podjęto jeszcze jedną rundę negocjacji w Arabii Saudyjskiej, jednak wówczas warunki ponownie odrzuciła opozycja.
Pod koniec maja 2011, wobec fiaska negocjacji GCC, do mediacji przystąpiły Stany Zjednoczone oraz Unia Europejska. Plan został podpisany 21 maja 2011 w Sanie przez opozycję, jednak dzień później prezydent Salih odmówił podpisania ugody, pod pretekstem braku ceremonii pożegnalnej. 23 maja 2011 w sytuacji kiedy prezydent uniknął ustąpienia, milicje plemienne Hashid wymówiły posłuszeństwo prezydentowi i przyłączyło się do demonstrantów. Plemienni bojownicy rozpoczęli marsz na stolicę. Krwawe walki pochłonęły setki ofiar. Z kolei 27 maja 2011 islamscy radykałowie przejęli kontrolę nad miastem Zindżibar. Od tej pory trwała bitwa o miasto w ramach kampanii antyterrorystycznej.
Podczas walk w stolicy 3 czerwca 2011 doszło do ataku rakietowego na pałac prezydencki w wyniku czego prezydent Salih został ranny. Salih wyjechał wówczas na leczenie do Arabii Saudyjskiej. Obowiązki prezydenta przejął Abd Rabbuh Mansur Hadi. Opozycja zaakceptowała ewentualny transfer władzy polegający na przekazaniu pełnej władzy wiceprezydentowi Abdowi Rabu Mansur Hadiemu, jednak pod warunkiem, że Salih nie powróci do kraju. Władze jednak zapewniały, że po rekonwalescencji Salih powróci do Jemenu.
Po zamachu na prezydenta, protesty nie były już tak gwałtowne, jednak wojsko zmagało się z islamistami na południu kraju. W połowie lipca 2011 armia rozpoczęła ofensywę przeciwko bojówkom Al-Ka’idy w prowincji Abjan, która była kontrolowana przez terrorystów. Po początkowych sukcesach, w sierpniu wojsko znów zaczęło ustępować bojownikom. Nie udało się odbić Zindżibaru, co więcej, rząd centralny utracił kontrolę nad ważnym miastem Szukra.
Tymczasem rząd centralny tracił kontrolę nad kolejnymi sektorami w państwie. Oprócz Abjanu i Szabwy kontrolowanej przez rebeliantów Al-Ka’idy, w marcu szyiccy bojownicy Huti przejęli administrację nad Sadą. Plemienni opozycyjni bojownicy kontrolowali prowincje Zamar, Al-Bajda oraz Al-Dżauf, która latem 2011 przeszła pod kontrolę Huti, którzy, mimo iż popierali opozycjonistów, przystąpili do walk przeciwko nim, dążąc do realizacji własnych celów wykorzystując powstanie, które pogrążało kraj w chaosie. Państwo de facto rozpadło się na trzy strefy wpływów. Południe kontrolowali terroryści z Al-Ka’idy, północ szyiccy rebelianci, natomiast w centrum armia zmagała się z bojownikami plemiennymi, popierających demonstrantów, którzy nieustannie manifestowali swoje niezadowolenie na ulicach miast.
W połowie września doszło do gwałtownych wystąpień w stolicy kraju, z powodu głoszonych pogłosek o planach powrotu Saliha do kraju. Bezpieka krwawo tłumiła demonstracje w których w przeciągu tygodnia życie straciło ponad 100 osób. 23 września 2011 Salih powrócił do Sany, przejmując ponownie pełnię władzy. Ogłosił gotowość do oddania władzy w państwie, wyraził aprobatę na rozpisanie wyborów, jednak nie zgodził się na rządy jego przeciwników politycznych.
30 września 2011 w nalocie samolotów bezzałogowych USA zginął przywódca Al-Ka’idy na Półwyspie Arabskim – Anwar al-Awlaki. 7 października 2011 jemeńska dziennikarka Tawakel Karman, jedna z inicjatorek protestów w Sanie otrzymała Pokojową Nagrodę Nobla. Z kolei 21 października RB ONZ przyjęła pierwszą rezolucję ws. Jemenu. Rezolucja domagała się przekazania władzy przez prezydenta Saliha w zamian za immunitet. Ponadto potępiała falę przemocy w Jemenie i wzywa wszystkie ugrupowania do pokojowego rozwiązania konfliktu. Na przełomie października i listopada 2011 trwały zacięte walki między bojówkami opozycyjnymi a armią w Sanie oraz Ta’izz. Wojsko narodowe podjęło kolejną próbę odbicia Zindżibaru, a rebelianci Huti na północy kraju zaatakowali plemiennych bojowników w Hadżdża, grążąc atakiem na stolicę.
23 listopada 2011 Ali Abd Allah Salih podpisał w Rijadzie porozumienie pokojowe przygotowane przez Radę Współpracy Zatoki Perskiej (GCC), na mocy którego zrzekł się władzy, która przeszła w ręce wiceprezydenta Mansura Hadiego. 4 grudnia wiceprezydent ogłosił powołanie 14-osobowej Rady Wojskowej, na czele której stanął. Wcześniej powierzył Mohammedowi Basindawie misję tworzenia rządu. Basindawa ogłosił skład tymczasowego rządu 7 grudnia 2011, a trzy dni później nowy gabinet, w skład którego weszli zarówno opozycjoniści jak i byli współpracownicy prezydenta Saliha, został zaprzysiężony.
Przeobrażenia na scenie politycznej nie uspokoiły całkowicie sytuacji w kraju. W grudniu 2011 dochodziło do starć w stolicy między bojówkami opowiadającymi się za prezydentem Salihem a zwolennikami reform. Transformacja władzy nie ugasiła innych ognisk przemocy w kraju – na północy kraju szyici walczyli z radykalnymi salafistami, natomiast na południu kraju nadal trwała kampania antyterrorystyczna.
Sytuacja ustabilizowała się wraz z początkiem 2012. 21 stycznia 2012 parlament uchwalił ustawę, przyznająca prezydentowi Salihowi immunitet. Dzień później Salih odleciał z kraju do Omanu, a następnie do Stanów Zjednoczonych. Wybory prezydenckie przeprowadzono 21 lutego 2012. Jedynym kandydatem był pełniący obowiązki prezydenta Abd Rabbuh Mansur Hadi, który uzyskał 99,8% głosów. 25 lutego 2012 został zaprzysiężony na nowego prezydenta Jemenu.

## Protesty

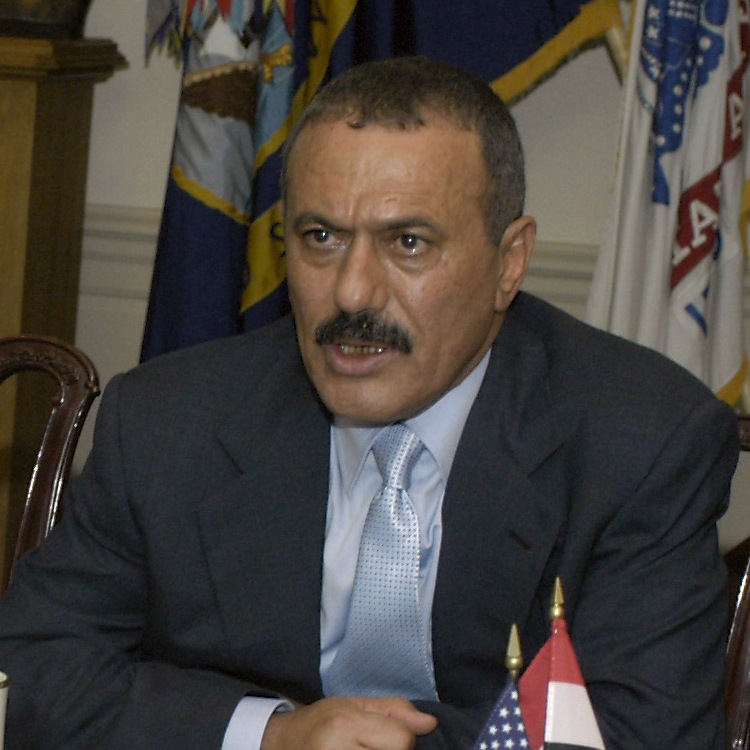
Ali Abd Allah Salih

27 stycznia 2011 roku w Sanie, stolicy kraju, doszło do pierwszych manifestacji. W demonstracji wziął udział 16-tysięczny tłum. Na 3 lutego opozycja zapowiedziała wielotysięczne demonstracje, określane jako Dzień Gniewu na wzór demonstracji w Tunezji oraz Egipcie. W efekcie 2 lutego prezydent wygłosił w jemeńskim parlamencie oświadczenie, w którym stwierdził, że nie będzie ubiegać się o reelekcję w 2013 roku i wycofa się z planów zmian w konstytucji, które miały mu umożliwić rządy przez kolejne dwie 10-letnie kadencje. Ustępstwo prezydenta nie uspokoiło jednak społeczeństwa, tego samego dnia odbyły się manifestacje przeciwników i zwolenników prezydenta. 3 lutego miała miejsce pokojowa demonstracja przeciwników prezydenta, którzy zebrali się na terenie kampusu uniwersyteckiego. Na Placu Tahrir odbyła się natomiast równie liczna demonstracja zwolenników obecnego prezydenta.
Opozycja zapowiedziała powtarzanie demonstracji co czwartek, aż do ustąpienia prezydenta.
Dzień po obaleniu egipskiego prezydenta, czyli 12 lutego, w Sanie doszło do demonstracji w której uczestniczyło 4 tysiące ludzi. Rząd próbujący przeciwstawić się demonstrantom wysłał 5 tys. policjantów. 13 lutego tysiące ludzi przemaszerowało pod pałac prezydencki domagając się ustąpienia prezydenta. Doszło do starć z policją. Kolejna wielotysięczna demonstracja zorganizowana przez studentów miała miejsce 14 lutego w Sanie i Ta’izz, demonstranci domagali się ustąpienia prezydenta i rozmontowania systemu politycznego.
Doszło do walki tysięcy antyrządowych manifestantów ze zwolennikami prezydenta. Ludzie użyli kamieni i kijów. W tym czasie parlamentarna opozycja kontynuowała negocjacje z prezydentem, które podjęto dzień wcześniej. 15 lutego odbył się kolejny przemarsz pod pałac prezydencki.
16 lutego doszło do walk zwolenników z przeciwnikami prezydenta. W ulicznych starciach użyto pałek i sztyletów. Policja nie była w stanie zaprowadzić porządku. Cztery osoby zostały ranne. Trzech dziennikarzy zostało pobitych przez zwolenników rządzącej partii. W wyniku starć do jakich doszło w Sanie pomiędzy antyrządowych demonstrantów, których większość stanowili studenci a zwolennikami rządzącego w państwie Generalnego Kongresu Ludowego (GPC) rannych zostało 25 osób w tym fotograf agencji AFP. W protestach wzięło udział około dwóch tysięcy osób. Wśród nich najwięcej było studentów.
18 lutego trzech demonstrantów zostało zastrzelonych w trakcie wymiany ognia między demonstrantami i siłami bezpieczeństwa w Adenie. Kolejne dwie osoby zostały zabite, a 27 zostało rannych w Ta’izz. Kolejnego dnia w Sanie doszło do starć 200-300 zwolenników z ok. 1000 przeciwnikami prezydenta Saliha. Kilka osób odniosło rany. Przeciwnicy skandowali ludzie chcą upadku reżimu. Do antyprezydenckich protestów doszło także w Adeie i Ta’izz.
20 lutego studenci rozpoczęli okupację uniwersytetu w Sanie. 21 lutego w Adenie wojskowi, usiłując rozpędzić demonstrantów, zastrzelili jedną osobę. 22 lutego w Sanie doszło do kolejnej wielotysięcznej manifestacji. Demonstranci palili samochody i wznosili antyrządowe hasła. Wystąpienia miały miejsce także w Ta’izz oraz Adenie. 23 lutego podczas wystąpień doszło do starć zwolenników z przeciwnikami prezydenta Saliha. Zabito dwóch opozycjonistów, a 23 raniono.
24 lutego prezydent Ali Abd Allah Salih wydał rozkaz chronienia demonstrantów przed swoimi zwolennikami, którzy atakują przeciwników prezydenta. W Adenie zmarł bezrobotny 27-latek, który kilka dni wcześniej dokonał aktu samopodpalenia. 25 lutego w stolicy demonstrowały dziesiątki tysięcy zwolenników i przeciwników prezydenta Saliha. Opozycja zgromadziła się przed uniwersytetem, jego zwolennicy cztery kilometry dalej.
26 lutego plemienni bojownicy Hashid i Baqil dołączyli do demonstrantów. Dnia następnego na ulicach Sany setki tysięcy protestowali przeciwko prezydentowi. Salih wezwał swoich generałów armii do obrony kraju. Abdul-Malik al-Huti, lider szyickich rebeliantów Huti, którzy w latach 2004-2010 walczyli z rządem centralnym ogłosił 27 lutego, iż wspiera demonstrantów. Następnie byli bojownicy dołączyli do demonstrantów w północnych regonach Jemenu. 28 lutego Ali Abd Allah Salih ogłosił, iż jest gotów utworzyć rząd jedności razem z opozycją. Opozycja odrzuciła jednak tę propozycję, twierdząc, że szef państwa powinien ustąpić.
W Sanie ponownie kilka tysięcy ludzi zgromadziło się by zaprotestować przeciwko władzy Ali Abdullaha Saliha. Demonstranci zablokowali trzy główne drogi prowadzące w kierunku uniwersytetu w Sanie. Prezydent Jemenu w swoim oświadczeniu oskarżył Izrael i Stany Zjednoczone o kierowanie rewolucją w krajach arabskich. Powiedział, że protesty w Jemenie są tylko próbą naśladowań rewolucji z innych krajów. 2 marca kontynuowano protest wokół uniwersytetu w Sanie.
3 marca lotnictwo jemeńskie zbombardowało protestujących w mieście Harf Sufyan. Protestowali tam rebelianci Huti, którzy rok wcześniej podpisali pokój z rządem centralnym. 4 marca w mieście Semla żołnierze otworzyli ogień do tłumu zabijając dwie osoby i raniąc 9 innych. Salih odrzucił przedstawiony przez opozycję plan oddania przez niego władzy do końca 2011 roku. 5 marca zrezygnował Hashid Abdullah al-Ahmar, minister młodzieży i sportu.
8 marca w gwałtownych zamieszkach najmniej jedna osoba zginęła, a około 145 osób zostało rannych. Ubrani po cywilnemu funkcjonariusze wojska i policji strzelali we wtorek do tysięcy ludzi, chcących dołączyć do protestujących w Sanie studentów. Wojsko użyło gumowych pocisków oraz gazów łzawiących. Rannych w wyniku zajścia zostało co najmniej 65 osób, w tym sześć osób ciężko. W stołecznym więzieniu w Sanie doszło do zamieszek z udziałem tysięcy więźniów, którzy wzięli około 10 strażników jako zakładników, domagając się ustąpienia prezydenta. Rozruchy zaczęły się dzień wcześniej, gdy więźniowie podpalili swoje koce i materace i rozpoczęli okupację głównego więziennego dziedzińca. Wystrzelone w powietrze przez straż więzienną gumowe pociski i gaz łzawiący nie powstrzymały protestujących. Co najmniej jeden więzień zginął, a ponad 80 odniosło obrażenia. Około 10 tysięcy demonstrujących w mieście Damar, (około 40 km na południe od Sany) również domagało się dymisji Saiha, skandując: Odejdź, odejdź!.
9 marca w walkach w Hadramaut zginął zwolennik prezydenta, a inna osoba została ranna. 10 marca prezydent obiecał przeprowadzenie referendum ustanowieniu w kraju systemu parlamentarnego, Opozycjoniści ogłosili, że plan referendum został ogłoszony zbyt późno. Salih wezwał do utworzenia rządu jedności narodowej w celu przygotowania nowej ordynacji wyborczej.
W stolicy 11 marca odbył się protest pod nazwą Piątek bez powrotu w którym uczestniczyły setki tysięcy mieszkańców. Podobne protesty organizowano w różnych miastach. 12 marca, siły bezpieczeństwa stłumiły demonstrację w Sanie. Policja użyła ostrej amunicji oraz gazu łzawiącego. Co najmniej trzy osoby zginęły, a przeszło 300 odniosło obrażenia. 13 marca po raz kolejny otworzono ogień do demonstrantów. 70 osób zostało rannych.
16 marca w potyczce policji z demonstrantami rannych zostało 150 osób. Do walk doszło w mieście w mieście Al-Hudajda. Z kolei w mieście Ta’izz, policja pobiła kobiety podczas demonstracji w tym mieście. Co najmniej 11 osób zostało rannych. 17 marca w wyniku starć przeciwników urzędującego prezydenta Salaha oraz sił bezpieczeństwa do jakich doszło w miastach Sana i Ta’izz ranne zostały 22 osoby. Po zakończonych modłach 18 marca na głównym placu w Sanie siły bezpieczeństwa otworzyły ogień do antyrządowych demonstrantów, w wyniku czego śmierć poniosło 52 osoby, a ponad 120 odniosło rany. Po strzelaninie prezydent Ali Abd Allah Salah wyraził żal w związku z zaistniałą sytuacją, do której – jak podkreślił – doszło pomiędzy demonstrantami i mieszkańcami bez udziału policji. Prezydent poinformował również o wprowadzeniu w całym kraju stanu wyjątkowego.
Dwa dni później w Sanie miało miejsce wielotysięczne zgromadzenie demonstrantów, protestujących przeciwko brutalności władz, które dwa dni wcześniej stłumiły demonstrację kosztem 52 ofiar śmiertelnych. Prezydent Salah zdecydował o dymisji rządu i powierzeniu mu jedynie zadania administrowania do czasu powołania nowego gabinetu. Decyzję Salah podjął po tym, jak z apelem o ustąpienie wystąpiło do prezydenta jego własne plemię. Już wcześniej, w proteście przeciwko popełnianym przez władze aktom przemocy, do dymisji podało się kierownictwo ministerstwo ds. praw człowieka.
19 marca rebelianci szyiccy przystąpili do walk w Sadzie z prorządowym zarządcą miasta Szejkiem Mujallim. W czasie walk, zakończonych 26 marca, zginęło 45 osób, a Huti zdobyli kontrolę nad miastem. Po zwycięstwie, szyici ogłosili tworzenie własnej administracji w prowincji Sada, niezależnej od władz centralnych. Tak więc rebeliantom Huti, wykorzystując antyrządowe powstanie udało się zrobić to, czego nie byli w stanie osiągnąć przez sześć lat.

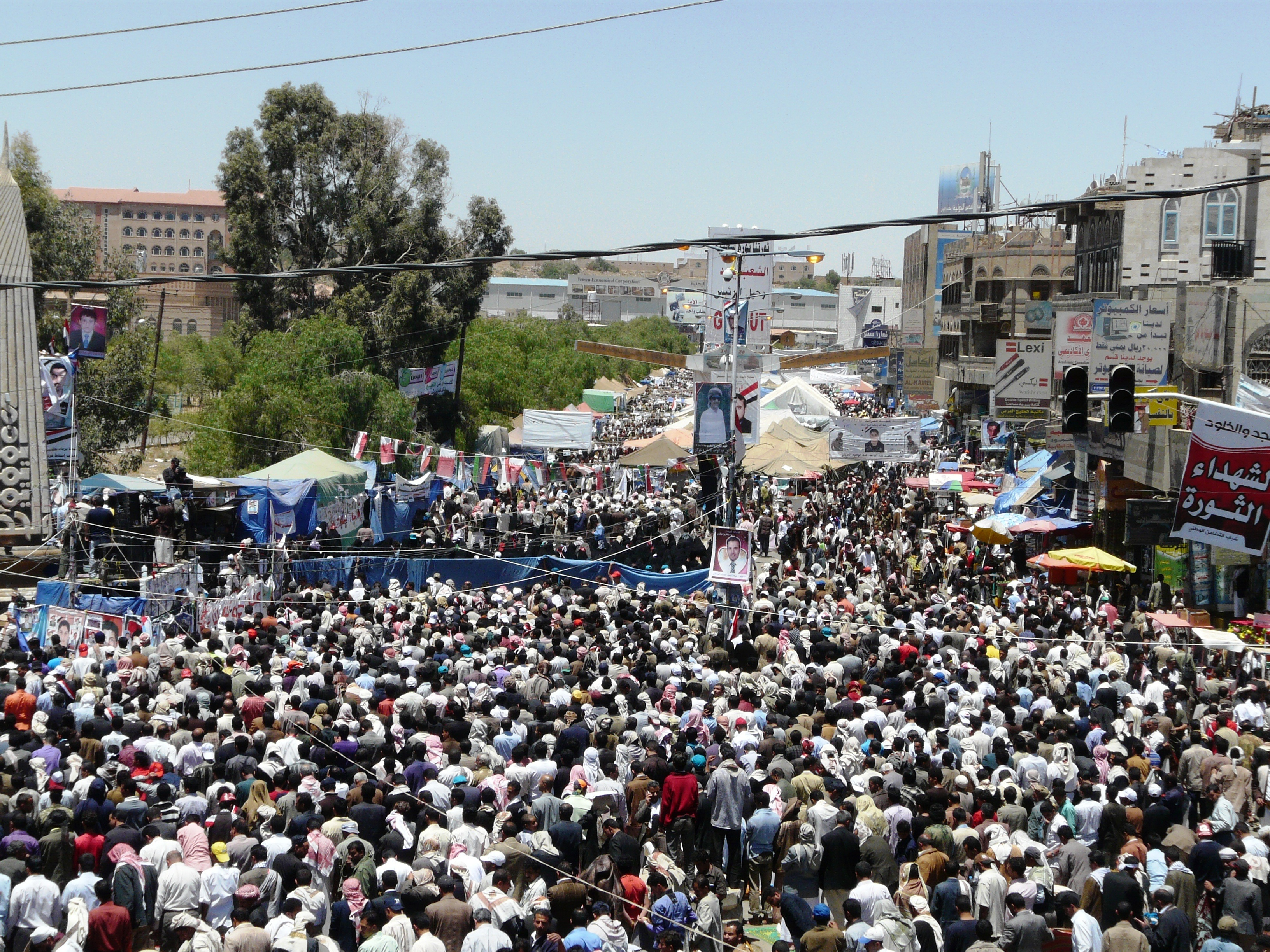
Masowe protesty w Sanie

21 marca komendant 1. jemeńskiej dywizji pancernej, gen. Ali Mohsen al-Ahmar, poparł opozycję i oświadczył, że podlegli mu żołnierze będą ochraniać protestujących na pl. Uniwersyteckim w Sanie. W regionie Al-Dżauf w wyniku walk pomiędzy szyickimi rebeliantami a siłami bezpieczeństwa śmierć poniosło 20 osób. Po południu na stronę opozycji przeszli kolejni zbuntowani przedstawiciele armii, m.in. dowódca sił obrony powietrznej gen. Sadiq Ali Sarhan oraz prezydencki doradca gen. Saleh Aldhanin, a także administracji państwowej w tym wiceprzewodniczący parlamentu, wicegubernatorzy Adenu Wahid Ali Rashid oraz prowincji Hadżdża, Al-Bajda, Zamar, szef urzędu telekomunikacji oraz ambasadorzy w Arabii Saudyjskiej i Syrii. Na stronę rewolucjonistów przeszedł również Sadik al-Ahmar, przewodniczący federacji plemiennej Haszid, głównego zaplecza politycznego prezydenta Salaha. Wieczorem w wystąpieniu telewizyjnym Prezydent Salah ogłosił, że jest gotów ustąpić do końca stycznia 2012 roku, a termin ten wyznaczył aby zapewnić ciągłość władz. Zaapelował też, by władzy nie przekazywać armii. Nocą 22 marca w wyniku starć do jakich doszło w prowincji Hadramaut na wschodzie kraju pomiędzy Gwardią Republikańską wierną prezydentowi a wojskiem, które przeszło na stronę opozycji zginęło 4 żołnierzy. Tego samego dnia na stronę opozycji przeszli ambasadorowie w Pakistanie, Katarze, Omanie i Hiszpanii. Przedstawiciele Ligi Arabskiej potępili 22 marca „zbrodnie przeciwko cywilom” i wezwali władze do pokojowej odpowiedzi na żądania protestujących. 23 marca parlament zatwierdził wprowadzony 18 marca przez prezydenta 30-dniowy stan wyjątkowy. 1 kwietnia nazwano Piątkiem Braterstwa. Na ulice jemeńskich miast wyszli zarówno zwolennicy jak i przeciwnicy prezydenta.

## Mediacja Rady Współpracy Zatoki Perskiej
11 kwietnia prezydent Salih zgodził się na plan mediatorów z państw Rady Współpracy Zatoki Perskiej przedstawiony dzień wcześniej. Harmonogram działań przewiduje przekazanie władzy wiceprezydentowi Abd Rabu Mansurowi Hadiemu i utworzenie nowego rządu, kierowanego przez dotychczasową opozycję.
23 kwietnia rządząca partia Powszechny Kongres Ludowy zaakceptował przedstawiony przez Radę Współpracy Zatoki Perskiej (GCC) plan ustąpienia prezydenta Saliha. Wedle planu, prezydent w miesiąc po podpisaniu porozumienia z opozycją ma przekazać władzę wiceprezydentowi Mansurowi Hadiemu, po czym otrzyma immunitet, który obejmie jego samego, jego rodzinę i współpracowników. Jednym z postulatów planu było także utworzenie rządu jedności narodowej.
24 kwietnia jemeńska opozycja odrzuciła plan oddania władzy przez prezydenta. Na ulice wyszły ponownie tysiące demonstrantów, ponieważ opozycja odrzuciła możliwość zagwarantowania dyktatorowi nietykalności. 25 kwietnia kontynuowano protesty przeciwko planowi GCC w mieście Ta’izz. Demonstranci żądali procesu dla prezydenta. Na ulice miasta wyjechały wozy opancerzone, a siedzibę miejscowych władz zablokowano cementowymi blokami.
26 kwietnia jemeńska opozycja ostatecznie zaaprobowała plan GCC. Plan przewiduje utworzenie rządu jedności narodowej kierowanego przez opozycję, ale pod rządami obecnego prezydenta i jego ustąpienie w ciągu 30 dni na rzecz ówczesnego wiceprezydenta, który w ciągu 60 dni zorganizuje wybory prezydenckie. Ponadto plan zobowiązuje parlament do stworzenia nowej konstytucji poddanej ocenie przez referendum ogólnonarodowe. Na końcu w wyborach ma być wyłoniony nowy parlament. Gwarantami porozumienia zostały państwa Zatoki Perskiej, Stany Zjednoczone i Unia Europejska.
Rokowania zakończyły się jednak porażką, Prezydent Ali Abd Allah Salih nie podpisał planu oddania władzy. Wobec tego misja mediacyjna Rady Współpracy Zatoki Perskiej opuściła 30 kwietnia Jemen. Opozycja ogłosiła 27 kwietnia w 18 miastach nową kampanię nieposłuszeństwa obywatelskiego. 30 kwietnia Ali Adbullah Salih zgodził się podpisać plan GCC, ale jako przywódca partii, a nie prezydent.
Rada Współpracy Zatoki Perskiej ogłosiła 1 maja, że odroczono podpisanie porozumienia w Rijadzie, ponieważ opozycja nie przyjechała do Arabii Saudyjskiej. 2 maja protestujący domagali się postawienia prezydenta Saleha przed sądem. Rada Współpracy Zatoki Perskiej zdecydowała się wysłać jeszcze jednego przedstawiciela do ratowania sytuacji. W Adenie zastrzelony został jeden z demonstrantów.
4 maja wybuch w południowym mieście Zindżibar zabił pięciu żołnierzy, podczas gdy wojskowi zabili czterech protestujących po wybuchu paniki. W Sanie, protestujący rozpoczęli demonstracje przeciw mediacji GCC. Były również wiec kobiecy w proteście przeciwko porwaniu prodemokratycznej działaczki Badreh Ghallan przez siły bezpieczeństwa. 5 maja Jemeńskie Ministerstwo Obrony ogłosiło, że prezydent i liderzy opozycji zgodził się wstępnie podpisać plan, lecz w Sanie, a nie w Rijadzie.
12 maja w Sanie siły rządowe strzelały do kilku tysięcy manifestantów kierujących się pod siedzibę rządu, w Ta’izz demonstranci zajęli budynek ministerstwa ropy, w Bajdzie służby specjalne strzelały do ludzi zrywających portrety prezydenta.
18 maja prezydent oraz opozycja po mediacji USA i Unii Europejskiej zgodzili się podpisać porozumienie dotyczące przekazania władzy na zasadach ustalonych przez GCC. 20 maja prezydent Salih nawoływał do przeprowadzenia wcześniejszych wyborów prezydenckich. 21 maja w Sanie w obecności monarchów z Półwyspu Arabskiego, opozycja podpisała porozumienie w sprawie ustąpienia prezydenta Saliha. 22 maja Salih odmówił podpisania ugody za zamkniętymi drzwiami. Prezydent domagał się wystawienia ceremonii pożegnalnej.

## Walki wojska z rebeliantami

### Starcia w Sanie i Zindżibarze
Dzień po tym jak Salih odmówił podpisania porozumienia, szejk Sadiq al-Ahmar szef federacji plemiennych Hashid, jednego z najpotężniejszych plemion w kraju, zadeklarował wsparcie dla opozycji i jego zwolennicy rozpoczęli w walki z siłami bezpieczeństwa w Sanie. Rozpoczęły się ciężkie walki uliczne, które obfitowały w wymianę ognia artyleryjskiego oraz rakietowego. W trakcie pierwszych czterech dniach bitwy, poległo 120 osób, zarówno żołnierzy, bojówkarzy, jak i cywilów. Buntownicy przejęli kilka budynków rządowych w stolicy, a także siedzibę agencji informacyjnej Saba oraz budynki lotnicze. Trwały nieustanne ataki na budynek Ministerstwa Spraw Zagranicznych uważany za bastion lojalistów Saliha. Świadkowie tamtych wydarzeń, ostrzegali, że kraj stanął na krawędzi wojny domowej.
W czasie kiedy w stolicy trwały ciężkie walki, armia 300 islamistów podjęła 27 maja szturm na nadmorskie miasto Zindżibar – stolicę prowincji Abjan, która de facto była kontrolowana przez islamskich radykałów powiązanych z Al-Ka’idą. Po jednym dniu walk, rebelianci przejęli kontrolę nad miastem. W bitwie zginęło pięciu policjantów i cywil. W międzyczasie dwóch żołnierzy zginęło w walkach o miasto Loder.
Armia podjęła wysiłki odbicia miasta Zindżibar. Podczas walk zginęło 21 żołnierzy, pięciu rebeliantów i ośmiu cywili. Rebelianci przejęli sześć czołgów i kilka pojazdów opancerzonych. 29 maja miasto było nadal pod kontrolą islamistów. Dnia następnego jemeńskie lotnictwo zbombardowało miasto, do akcji włączyła się artyleria. 31 maja nadal toczyły się ciężkie walki artyleryjskie. Wojsko próbowało przedostać się do centrum miasta, jednak było skutecznie powstrzymywane przez rebeliantów na obrzeżach. Tego dnia przynajmniej jeden z bojowników został zabity przez artylerię. 15 żołnierzy zostało zabitych w czasie walk w nocy. Pięciu z nich zostało zabitych, a 23 innych zostało rannych w wyniku eksplozji samochodu-pułapki wymierzonej w konwój wojskowy. Dwóch innych zostało zabitych w ataku rakietowego w pobliżu koszar, a sześciu zabito w czasie wymiany ognia i podczas podpalenia 10 pojazdów wojskowych. Co najmniej dwóch bojowników zginęło w czasie walk na przedmieściach.
W dniach 29-30 maja do gwałtownych protestów doszło na Placu Wolności w Ta’izz. Siły bezpieczeństwa spacyfikowały protesty, zabijając 57 osób i raniąc około 1000 demonstrantów. Siedem kolejnych cywilów zginęło 31 maja. Wobec brutalnej rozprawy wojska z demonstrantami do miasta zmierzały bojówki plemienne, które ogłosiły, iż zamierzają chronić powstańców. 2 czerwca w mieście uzbrojeni protestujący zastrzelili trzech żołnierzy. Dzień później demonstranci odpalili pociski z granatników zabijając czterech żołnierzy.
Tymczasem 28 maja bojówki Hashid walczące w Sanie zawarły rozejm z wojskiem jemeńskim. Mimo porozumienia niebawem wznowiono wymianę ognia artyleryjskiego. Walki jednak w kolejnych dniach ustały. 31 maja rozejm zerwano i kontynuowano uliczne walki w Sanie. Milicja plemienna przejęła kontrolę nad siedzibą Kongresu Generalnego. 1 czerwca liczba zabitych w stolicy przekroczyła 200 osób, gdyż samego pierwszego dnia nowego miesiąca na ulicach miasta poległo 47 osób. 2 czerwca na stolicę maszerowały tysiące uzbrojonych plemiennych bojowników. Wojsko próbowało ich zablokować 15 km na północ od miasta. W bitwie udział wzięły czołgi oraz pojazdy opancerzone. W jednoczesnych walkach w centrum miasta zginęło 15 osób, w tym 7-letnia dziewczynka.

### Zamach na prezydenta Saliha
3 czerwca w Sanie doszło do ataku rakietowego na pałac prezydencki w którym ranny został prezydent Ali Abd Allah Salih. Czterech prezydenckich ochroniarzy zginęło na miejscu, a przewodniczący parlamentu, premier Ali Muhammad Mudżawar i jeden z wicepremierów zostali przewiezieni w stanie krytycznym do szpitala. Łącznie w ataku na pałac śmierć poniosło 11 osób, 124 zostało rannych. Wieczorem jemeńska telewizja nadała komunikat audio z przemówieniem rannego prezydenta. W odwecie armia zbombardowała dom przywódcy plemiennych buntowników Hamida al-Ahmara na południu Sany. 10 osób zginęło, a 35 odniosło obrażenia. Wobec gwałtownej eskalacji przemocy sekretarz generalny Rady Współpracy Zatoki Perskiej Abdullatif al-Zajani, wezwał strony konfliktu do natychmiastowego zawieszenia broni. Następnego dnia wieczorem po ataku na pałac prezydent wyjechał na leczenie do Arabii Saudyjskiej.
5 czerwca demonstranci rozpoczęli świętować w Sanie obalenie reżimu, jakie ich zdaniem się dokonało. Dzisiaj narodził się nowy Jemen skandowali przeciwnicy rannego prezydenta. Pomimo kolejnego zawieszenia broni w stolicy doszło do wymiany ognia. Tymczasem po wyjeździe Saliha do Arabii Saudyjskiej, obowiązki prezydenta Jemenu, a także zwierzchnika sił zbrojnych, przejął wiceprezydent Abd Rabbuh Mansur Hadi. Ahmed Salih, syn prezydenta przejął dowództwo nad Gwardią Republikańską, a jego trzej bratankowie służbami bezpieczeństwa kraju i jednostkami wywiadu. Po kilku godzinach spokoju w Sanie oraz Ta’izz doszło do przemocy. W tym drugim mieście padły strzały w których zginęło pięć osób, a kilka odniosło rany. W stolicy natomiast dwie osoby zginęły, a 15 zostało rannych w Sanie po wybuchu granatu w budynku przejętym przez opozycjonistów. Przebywający w Arabii Saudyjskie Ali Abd Allah Salih zapowiedział powrót do kraju w ciągu kilku dni. Przeszedł także operację, która polegała na usunięcia odłamków drewna z klatki piersiowej. Lekarze stan zdrowia Saliha określili, jako niedobry. Jak się później okazało prezydent miał poparzone 40% ciała i odmę opłucnową. Odłamki pocisku raniły prezydenta w twarz, szyję i klatkę piersiową.

### Rokowania pokojowe i walki na prowincji
6 czerwca opozycja zaakceptowała ewentualny transfer władzy polegający na przekazaniu pełnej władzy wiceprezydentowi Abdowi Rabu Mansur Hadiemu, z którym opozycja chciała podjąć negocjacje dt. rządu tymczasowego. Powstańcy odrzucili natomiast możliwość powrócenia Saliha do kraju. Armia jemeńska przypuściła szturm na Zindżibar. Islamiści odparli atak, zabijając siedmiu żołnierzy i raniąc 12 innych. W ostatnim tygodniu maja oraz pierwszym tygodniu czerwca w walkach w Jemenie zginęło 200 osób.
7 czerwca bojówki plemienne przejęły kontrolę nad miastem Ta’izz. Do zajęcia tego miasta doszło po intensywnych walkach z armią jemeńską, która pod koniec maja atakowała protestujących. Bojówki plemienne ogłosiły, iż będą chronić prodemokratyczny ruch. U wybrzeży Jemenu rozpoczęło stacjonowanie 80 brytyjskich żołnierzy. Zostali oni rozmieszczeni by w razie potrzeby pomóc w ewakuowaniu Brytyjczyków. Armia dokonała kolejnego szturmu na Zindżibar. Zabito 30 islamistów, 15 żołnierzy, dwóch cywilów, ale miasta nie odbito.
8 czerwca rząd Jemenu odrzucił ofertę z wspólnego posiedzenia z opozycją, dopóki prezydent Salih nie powróci z rekonwalescencji w Arabii Saudyjskiej. Demonstranci żądali rozmów z pełniącym obowiązki prezydenta Mansuerem Hadim. Tymczasem Salih był w stanie stabilnym, miał ranę głowy i poparzone ręce. Wcześniej wykonano operację wyciągnięcia odłamka, który tkwił w pobliżu serca przez dwa dni.
10 czerwca do masowych demonstracji doszło w Sanie oraz Ta’izz. 11 czerwca ciężkie walki wznowiono w Zinżibarze. W ataku bojowników na obóz wojsk pancernych zginęło 18 islamistów i dziewięciu żołnierzy. Miasto nadal pozostało bastionem bojowników Al-Ka’idy. W innym mieście Loder, ok. 120 km od Zindżibaru w starciu zginęło trzech rebeliantów oraz jeden żołnierz. W tym mieście rebelianci zaatakowali żołnierzy z broni automatycznej. Tymczasem stan prezydenta się polepszył i według saudyjskich medyków Salih wracał do zdrowia.
14 czerwca mediatorzy z GCC, powiedzieli, że organizacja chce pełnić wysiłki na rzecz pokoju w charakterze pośrednika. 15 czerwca bojownicy Al-Ka’idy zaatakowali miasto Huta. W walkach zginęła jedna osoba, sześć odniosło rany. W nocy z 19 na 20 czerwca doszło do walk na przedmieściach Zindżibaru. Rebelianci zabili sześciu żołnierzy. Podczas starć interweniowało lotnictwo.
19 czerwca ponad 100 przywódców plemiennych i wpływowych duchownych wystosowało pismo do prezydenta, by ten zorganizował wybory w ciągu dwóch miesięcy. Ponadto orzekli, że Salih nie jest w stanie wykonywać swoich obowiązków, tak więc musi ustąpić. 20 czerwca na ulicach Sany doszło do kilkutysięcznego protestu. Ludzie domagali się opuszczenia Jemenu przez dwóch synów Saliha, Ahmeda i Chaleda, będących dowódcami wojskowymi.

### Zmagania armii jemeńskiej z bojówkami Al-Ka’idy
22 czerwca doszło do szturmu na więzienie w mieście Mukalla, nad Zatoką Adeńską przez rebeliantów powiązanych z Al-Kaida. Podczas ataku uciekło 40 terrorystów. W walkach zginął jeden żołnierz, a dwóch zostało rannych. Siły bezpieczeństwa otworzyły 24 czerwca ogień do protestujących w Adenie. Zabito jedną osobę, a sześć odniosło obrażenia. W mieście wybuchł samochód-pułapka, w wyniku czego zginęło czterech żołnierz oraz jeden cywil, a 16 odniosło obrażenia.
29 czerwca do ciężkich walk doszło pod Zindżibarem. Walki toczyły się o kontrolę nad stadionem, które wygrali bojownicy. W bitwie poległo ponad 26 jemeńskich żołnierzy i 17 islamistów z Al-Ka’idy. W międzyczasie pełniący obowiązki prezydenta Abd Rabbuh Mansur Hadi, powiedział, że nie wie, kiedy Salih wróci z Arabii Saudyjskiej. Nieco wcześniej zapowiadano, z prezydent wystąpi w ciąg dwóch dni z orędziem w telewizji, jednak do tego nie doszło.
6 lipca bojownicy Al-Ka’idy w prowincji Loder zastawili zasadzkę na żołnierzy, w której zginęło dziesięciu wojskowych. Ponadto ostrzelane zostało miasto Ta’izz, w wyniku którego jedna osoba zginęła siedem odniosło obrażenia.
Tymczasem na północy kraju doszło do sytuacji, która utwierdziła stwierdzenia, iż Jemen jest był całkowitym chaosie. Szyiccy rebelianci Huti, którzy poparli opozycjonistów, podjęli atak na prowincję Al-Dżauf. Prowincją tą zarządzały opozycyjne wobec władz centralnych bojówki Islah od marca. Mimo to Huti podjęli na nich 8 lipca atak, gdyż szyici twierdzili, że współpracowali oni także z Al-Ka’idą. Do 11 lipca w walkach plemiennych zginęło 30 osób. Rząd centralny nie kontrolował prowincji Sada, Al-Dżauf, oraz Szabwa oraz Abjan. Do 28 lipca Huti przejęły wszystkie budynki rządowe w prowincji Al-Dżauf, pokonując lokalnych bojowników. Faktycznie to oni od tej pory kontrolowali prowincję.
16 lipca wojska jemeńskie przystąpiły do ofensywy przeciwko bojówkom Al-Ka’idy w prowincji Abjan. W teren walk wysłano czołgi, wyrzutnie rakiet i 500 żołnierzy. Pomocy udzieliły również klany plemienne, które wysłały do Zindżibaru ok. 450 mężczyzn. Celem ofensywy było wyzwolenie miasta oraz uwolnienie 25. brygady wojsk jemeńskich, od ponad miesiąca oblężonej koło miasta. W walkach zginęło 10 rebeliantów i czterech żołnierzy.
17 lipca w 33. rocznicę rządów Saliha, ludzie masowo wyszli na ulice miast Ta’izz, Sany oraz Amranu. Tymczasowy Salih w Arabii Saudyjskiej przeszedł ponad osiem operacji. Kolejnego dnia stłumiono demonstracje w stolicy. Zginęło sześć osób. Ok. 100 dziennikarzy manifestowało przed siedzibą p.o. prezydenta w obronie wolności słowa.
19 lipca zabito domniemanego lidera Al-Ka’idy w prowincji Abjan – Hassana Basanbola. Zabito też dowódców wojskowych – Awada Mohammeda Saliha al-Shabwaniego oraz Ajada al-Shabwaniego. Plemienni bojownicy prorządowi zdobyli kontrolę nad miastami Szukra i Wade, gdzie nie napotkano oporu. Islamiści nadal kontrolowali Lawdar, Jaʿār oraz Zindżibar. 22 lipca przewagę w walkach o Zindżibar przejęło wojsko. Armia weszła na stadion miejski, ważny punkt strategiczny. Liczba zabitych wojskowych podczas ofensywy wyniosła 10.
W nocy z 25 na 26 lipca jemeńscy żołnierze zabili 10 partyzantów Al-Ka’idy. Bojownicy zaatakowali obóz wojskowy na przedmieściach kontrolowanego przez islamistów Zindżibaru, na południu kraju. 30 lipca, 42 prorządowych bojowników zostało zabitych w tzw. incydencie friendly fire. Plemienni milicjanci zginęli podczas omyłkowego uderzenia z powietrza. Podczas dwóch ostatnich dni lipca zginęło w walkach lądowych 28 żołnierzy jemeńskich. 1 sierpnia w nalocie sił rządowych na południu kraju zginęło 15 rebeliantów.
W sierpniu kiedy prezydent Salih wydobrzał i został wypisany ze szpitala zapowiedział, iż powróci do kraju. Ogłosił także, że rozważy pokojowy plan GCC. Po spotkaniu z członkami rządzącej partii Jemenu prezydent zgodził się współpracować z partiami opozycyjnymi, organizacjami międzynarodowymi i innymi krajami w poszukiwaniu sposobu na zakończenie obecnego impasu. Po tym oświadczeniu tysiące ludzi wyszło na ulice Sany, protestując przeciwko zamiarom powrotu Saliha do kraju. Manifestanci zagrozili postawieniem przed sądem prezydenta jeśli ten wróci do kraju. 29 sierpnia prezydent zapowiedział, że chce przeprowadzić wybory prezydenckie, co wyprowadzi kraj z kryzysu.
15 sierpnia w bitwie pod Czeheb Arhab na północny wschód od Sany, zginęło 23 plemiennych bojowników sprzymierzonych z opozycjonistami. 17 sierpnia islamscy rebelianci zajęli miasto Szukra. Armia nie postawiła tam większego oporu. To drugie po Zindżibarze ważne miasto przechwycone przez islamistów. Do kolejnych gwałtownych walk w mufahazie Abjan doszło 28 sierpnia. Wówczas co najmniej 26 bojowników Al-Ka’idy i 10 jemeńskich żołnierzy zginęło w starciach pod Dufas na zachód od miasta Zindżibar. W kolejnych dnia armia zabiła kilkunastu rebeliantów Al-Ka’idy.
2 września na ulice jemeńskich miast wyszły setki tysięcy zwolenników i przeciwników prezydenta. Zwolennicy zorganizowali protest pod nazwą Najpierw Jemen i skandowali hasła Lud chce Alego Abd Allaha Saliha. Przeciwnicy przeprowadzili manifestacje zwaną Eskalacja rewolty. Największe wystąpienia miały miejsce w Sanie, Ta’izzie, Ibb, Hudajdzie, Adenie, Sadzie i Maribie.
6 września doszło do walk na zachodnich przedmieściach Zindżibaru. W potyczce poległo trzynastu bojowników i sześciu żołnierzy. Do walk doszło po tym jak rebelianci zostali wypchnięci z regionu al-Kowd do Zindżibaru, który został oblężony przez armię.

### Opór w Sanie i powrót prezydenta
W drugiej połowie września doszło do ponownych masowych demonstracji w stolicy. Armia oraz policja krwawo tłumiła wystąpienia. 18 września doszło do masowych antyprezydenckich protestów w Sanie. W starciach z policją zginęło co najmniej 26 demonstrantów. 342 osoby zostały ranne, 36 było w stanie krytycznym. Kolejnego dnia snajperzy zastrzeli w stolicy 20 kolejnych osób. Z kolei co najmniej 10 osób zastrzelono w Sanie 20 września. Równocześnie do manifestacji doszło w Ta’izz, gdzie zamordowano dwie osoby. 21 września strzelcy wyborowi oraz pociski moździerzowe zabiły co najmniej pięć osób.
Starcia między demonstrantami a siłami bezpieczeństwa nie ustawały. 22 września zastrzelono co najmniej dziewięć osób. W przeciągu tygodnia w stolicy zabito ok. 1000 osób. To wszystko wydarzyło się tuż przed powrotem prezydenta Ali Abdullaha Saliha do kraju. 23 września, po ponad trzech miesiącach powrotu na rekonwalescencji w Arabii Saudyjskiej, przejął ponownie pełnię władzy. 24 września armia zaatakowała obóz przeciwników prezydenta w centralnej alei Sany, zwanej Placem Zmian. Zabito co najmniej 40 osób. Z kolei na północnym zachodzie Sany doszło innego incydentu. Pociski moździerzowe spadły na kwaterę dowództwa 1. dywizji pancernej generała al-Ahmara. Zginęło tam 11 żołnierzy, a 112 innych odniosło rany.
25 września Salih w orędziu do narodu wyraził gotowość do rozpisania przedterminowych wyborów prezydenckich. Salih orzekł wciąż jest zaangażowany w pokojowe przekazanie władzy, ale poprzez przedterminowe wybory. Tymczasem pokojowy plan GCC zakładał dymisję prezydenta i przekazanie władzy wiceprezydentowi, utworzenie rządu jedności oraz przeprowadzenie w ciągu dwóch tygodni wyborów prezydenckich. Jemeńska opozycja oskarżyła prezydenta o próbę uniknięcia przekazania władzy. W związku z tym na ulice Sany wyszły tysiące ludzi. 30 września Salih oświadczył, ze ustąpi pod warunkiem, iż jego polityczni przeciwnicy nie osiągną władzy w kraju. Ogłosił, że jest gotowy na zmiany w swym kraju zaproponowane przez Radę Współpracy Zatoki Perskiej, pod tym jednym warunkiem.

### Walki w stolicy; kampania antyterrorystyczna
27 września w Adenie doszło do zamachu na ministra obrony Jemenu Muhammada Nasira Alego. Minister, który nadzorował ofensywę wojskową przeciwko Al-Kaidzie uszedł cało z zamachu. Tymczasem w nalocie amerykańskiego samolotu bezzałogowego w muhafazie Marib z 30 września, zginął lider Al-Ka’idy w Jemenie Anwar al-Awlaki, a także Ibrahim Hassan al-Asiri – główny konstruktor bomb Al-Ka’idy. Terroryści śmierć swoich ludzi potwierdzili oficjalnie 10 października.
4 października siły rządowe ostrzelały protestujących w Ta’izz zabijając cztery osoby i raniąc 22 inne.
7 października jemeńska dziennikarka Tawakel Karman (wraz z prezydent Liberii Ellen Johnson-Sirleaf i Leymah Gbowee) otrzymała Pokojową Nagrodę Nobla. Karman została uhonorowana za „walkę bez przemocy na rzecz bezpieczeństwa kobiet i pełnego udziału kobiet w procesie budowaniu pokoju”. Na początku jemeńskiego powstania organizowała studenckie protesty w Sanie. Ali Abd Allah Salih oświadczył 8 października, iż zamierza dobrowolnie zrzec się władzy. Salih powiedział „Odrzucam władzę (...) i zrzeknę się jej w nadchodzących dniach”.
14 października w wyniku nalotu amerykańskich samolotów bezzałogowych w prowincji Szabwa zginęło siedmiu bojowników Al-Ka’idy, w tym syn zabitego wcześniej Anwara al-Awlakiego – Abderrahman. 15 października snajperzy otworzyli ogień do protestujących w Sanie. Zabito 10 osób, kilkadziesiąt raniono.
21 października RB ONZ przyjęła pierwszą rezolucję ws. Jemenu. Rezolucja domagała się przekazania władzy przez prezydenta Saliha w zamian za immunitet. Ponadto potępiała falę przemocy w Jemenie i wzywała wszystkie ugrupowania do pokojowego rozwiązania konfliktu. Dzień po przyjęciu rezolucji w Sanie wybuchły walki między zwolennikami i przeciwnikami rządu. Zginęło w nich co najmniej 20 osób. Tymczasem władze Jemenu oświadczyły, iż są gotowe „pozytywnie odnieść się” do rezolucji.

Sytuacja w Jemenie pod koniec października 2011

25 października wojsko ponownie otworzyło ogień w Sanie, zabijając trzy osoby. Z kolei w Ta’izz w walkach bojowników plemiennych z armią zginęło czterech cywilów. Po tych starciach rząd podpisał zawieszenie broni z dysydenckim generałem Ali Mohsen al-Ahmarem, który od marca walczył po stronie opozycjonistów. Mimo tego 26 października nadal trwał ostrzał w Sanie. Rebeliancka I Dywizja Pancerna starła się z wojskiem narodowym, w wyniku czego zginęły dwie osoby, a trzy odniosły obrażenia. Do walk równolegle doszło w Ta’izz, gdzie zginęły także dwie osoby.
W nocy z 26 na 27 października w ostrzale moździerzowym bazy rebeliantów w Zindżibarze zginęło 3 terrorystów. Trzech kolejnych straciło życie w czasie potyczki pod Szukrą. 28 października w wybuchu bomby w Adenie zginął dowódca oddziałów antyterrorystycznych Ali al Hajji. Trzy dni później aresztowano pięciu podejrzanych o zamach terrorystów. 31 października nowy dowódca Al-Ka’idy na Półwyspie Arabskim Qasim al-Raymi, powiedział, iż wspiera opozycjonistów w walce przeciwko rządowi Saliha, jednak nie akceptuje jakichkolwiek negocjacji z USA i Arabią Saudyjską.
30 października bojówki plemienne ostrzelały po raz kolejny kilka stołecznych dzielnic. W walkach zginęło czterech ludzi, a 13 odniosło rany. Na początku listopada nadal zacięte walki trwały w Sanie oraz Ta’izz. W stolicy plemiona Hashid atakowały dzielnicę Hasaba, z kolei armia w Ta’izz tłumiła powstanie. W tych miastach 2 listopada zginęło łącznie 9 osób.
W dniach 4-6 listopada 25. Brygada Zmechanizowana dokonała ostrzału obleganego Zindżibaru. Zginęło 11 rebeliantów oraz jeden żołnierz. 10 listopada w wybuchu bomby pod Zindżibarem poległo dwóch żołnierzy.
Na początku listopada w Sadzie wybuchły walki między szyitami a salafitami. Jednocześnie Huti przeszło do ataku na prowincję Hadżdża. Po kilku dniach ciężkich walk szyici przełamali linię obrony, bojówek prorządowych Kashir i Aahm, zdobywając 9 listopada kontrolę na dystryktem Kuhlan Ash Sharaf. Następnie szyiccy rebelianci zaatakowali dystrykt Midi. Huti nie wykluczyli w ostateczności ataku na Sanę. 12 listopada, 12 bojowników zginęło podczas ataku na dystrykt Kaflat Athar w muhafazie Amran. Huti po klęsce zarządzili odwrót. 14 listopada Huti walczyły z opozycyjnymi bojówkami plemiennymi w prowincji Al-Dżauf, kontrolowanej przez szyitów. Wśród zabitych było troje wojskowych Huti. Dzień później szyici starli się także z opozycyjnymi bojówkami w prowincji Hadżdża. Zginęła jedna osoba, kilka odniosło rany.
11 listopada w walkach w Ta’izz zginęło 17 osób, a 30 odniosło rany. Miasto to było pod ciężkim ostrzałem Gwardii Republikańskiej. 13 listopada armia wyprawiła się na zbuntowane terytoria plemienne w prowincji Amran. Zabili tam dwóch bojowników, kilku odniosło rany. Armia zmagał się także z rebeliantami Al-Ka’idy pod Zindżibarem, zabijając ośmiu z nich. Tego dnia rebelianci wypuścili przetrzymywanych w prowincji Hadramawt od 28 maja troje francuskich pracowników humanitarnych. 15 listopada w ostrzale armii w Zindżibarze zginął jeden z dowódców rebeliantów, z pochodzenia Marokańczyk. Ponadto żołnierze w strefie walk znaleźli ciało pakistańskiego lekarza i Jemeńczyka, zamordowanych przez terrorystów. 16 listopada w walkach w Zindżibarze poległo kolejnych siedmiu terrorystów. Wśród zabitych był obywatel Iranu, Pakistanu oraz dwóch Somalijczyków.
18 listopada z powodu ataków na ropociągi w prowincji Marib, rafineria w Adenie wstrzymała produkcję ropy naftowej. 19 listopada 400 żołnierzy Gwardii Republikańskiej zdezerterowało, odmawiając ataku na demonstrantów w Sanie. 20 listopada w prowincji Arman w walkach z bojownikami plemiennymi zginął jeden z liderów armii narodowej – płk. Abdulsalam al-Sufjani, dowódca 3. Brygady. 21 listopada bojownicy zajęli bazy Gwardii Republikańskiej w Beit Dahrah na północny wschód od stolicy. W starciach zginęło 20 żołnierzy, a opozycjoniści przejęli znajdującą się tam broń.
Tego samego dnia w prowincji Abjan siły bezpieczeństwa starły się z terrorystami, zabijając sześciu członków Al-Ka’idy. Ponadto w czasie ostrzału Zindżibaru poległo 11 rebeliantów. 24 listopada w dalszym ostrzale dzielnic Zindżibaru zginęło 13 rebeliantów. Wśród zabitych byli ekstremiści z Arabii Saudyjskiej, Egiptu oraz Bahrajnu. 26 listopada bojówki prorządowe wzięły w zasadzkę rebeliantów Al-Ka’idy między Jaar i Zindżibarem. Zginęło czterech terrorystów w tym Irakijczyk. 28 listopada armia kontynuowała ostrzał Zindżibaru. Zginęło 12 rebeliantów. Wśród zabitych byli: obywatel Mauretanii, Algierii, Arabii Saudyjskiej oraz dwóch Somalijczyków. 29 listopada w walkach zabito kolejnych czterech terrorystów (Jemeńczyka, Saudyjczyka, Nigeryjczyka i Irakijczyka). Udział obcokrajowców w walkach świadczył, że Al-Kaida w południowym Jemenie założyła międzynarodową bazę.
W dniach 25-26 listopada w prowincji Arman lotnictwo narodowe przeprowadziło serię odwetowych nalotów na opozycyjne bojówki plemienne, które wcześniej zajęły bazę wojskową pod Saną. W atakach zginęło 80 członków plemienia wrogiego władzy centralnej.

## Podpisanie pokojowego planu GCC przez prezydenta
W wywiadzie z 14 listopada prezydent Salih ogłosił, iż jest gotowy ustąpić w ciągu 90 dni na warunkach dyktowanych przez GCC. Poinformował, iż armia nadal będzie zwalczać ekstremistów islamskich i wyraził zaniepokojenie, że opozycja współdziała z Al-Ka’idą, na co są niezbite dowody. 21 listopada opozycja parafowała plan GCC i potwierdziła, że prezydent Salih jest gotów podpisać porozumienie.
23 listopada Salih przybył do stolicy Arabii Saudyjskiej, Rijadu, aby podpisać porozumienie o przekazaniu władzy na mocy warunków przedstawionych przez Radę Współpracy Zatoki Perskiej (GCC). Dokument, który został podpisany przez Saliha, gwarantował mu oraz jego rodzinie immunitet w kraju, chroniący przed sądzeniem za czyny popełnione podczas powstania w Jemenie. Dokument podpisali w obecności króla Arabii Saudyjskiej Abdullaha al Sauda, przedstawiciele jemeńskiej opozycji. Władza wykonawcza przeszła w ręce wiceprezydenta Abd Rabu Mansura Hadiego. Salih zachował honorowy tytuł prezydenta przez okres 90 dni, jednak przez ten czas nie mógł kwestionować decyzji Hadiego. Porozumienie przewidywało również utworzenie w tym czasie nowego rządu złożonego z przedstawicieli partii rządzącej oraz opozycji na czele z premierem wskazanym przez ugrupowania opozycyjne oraz przeprowadzenie wyborów prezydenckich z Hadim jako jedynym kandydatem. Ukonstytuowane w ten sposób władze miały w ciągu dwóch lat opracować projekt nowej konstytucji i zorganizować wybory parlamentarne i prezydenckie. 26 listopada 2011 Hadi wyznaczył datę wyborów prezydenckich na 21 lutego 2012.
Po podpisaniu porozumienia na ulicy Sany wyszli ludzie, którzy zaczęli świętować ustąpienie prezydenta, rządzącego Jemenem 33 lata. Jednak radujących się opozycjonistów zaatakowali uzbrojeni zwolennicy prezydenta. W strzelaninie zginęło pięć osób, a 27 odniosło obrażenia. Ponadto demonstranci domagali się postawienia prezydenta przed sądem, czego nie przewiduje podpisane porozumienie. Przeciwnicy ustępującego prezydenta zwołali wielką demonstrację sprzeciwu wobec oferty immunitetu dla niego.
27 listopada Ali Abd Allah Salih ogłosił amnestię dla demonstrantów, którzy zostali zatrzymani. Amnestia nie objęła agresorów, którzy w czerwcu zaatakowali pałac prezydencki, ciężko raniąc prezydenta. Opozycja zarzuciła Salihowi, że amnestia nie jest zgodna z podpisanym przez niego dokumentem GCC. Tego samego dnia Abd ar-Rab Mansur al-Hadi wydał dekret, w którym powierzył Mohammedowi Basindawie, byłemu ministrowi spraw zagranicznych, uważanego za lidera opozycji, misję utworzenia rządu jedności narodowej.
W walkach w Ta’izz 30 listopada oraz 1 grudnia zginęło 13 osób, w tym pięciu żołnierzy, którzy interweniowali w mieście. Wojsko podjęło szturm na miasto i ostrzelało z broni pancernej kilka dzielnic kontrolowanych przez uzbrojonych bojowników plemiennych popierających opozycjonistów, którzy zniszczyli czołg i zabili pięciu wojskowych. Walki przeciągły się na kolejne dni, zawieszenie broni w mieście ogłoszono 3 grudnia. Do tego dnia w ciężkich starciach ulicznych zginęło 30 osób. Jednak walki wybuchły ponownie 5 grudnia; zastrzelono dwóch bojowników, rannych zostało pięciu, pojmano także 20 innych.
4 grudnia Abd Rabbuh Mansur Hadi ogłosił powołanie 14-osobowej Rady Wojskowej, na czele której stanął. Priorytetem powołanej Rady było przeprowadzenie reformy wojskowej, zakończenie walk w kraju oraz ułatwienie powrotu wojska do koszar. Z kolei 7 grudnia pełniący obowiązki prezydenta powołał rząd jedności narodowej na którego czele stanął przywódca opozycji Muhammad Basindawa. Była to obietnica wynikająca z planu GCC, według którego rządząca partia Powszechny Kongres Ludowy (GPC), zgodziła się podzielić władzą z opozycją. W nowym rządzie tymczasowym stanowiska zachowali m.in. minister obrony (Muhammad Nasir Ahmad Ali) oraz spraw zagranicznych (Abu Bakr Abd Allah al-Kirbi). Przedstawiciele opozycji otrzymali m.in. resort spraw wewnętrznych (Abdelkadir Kahtan). Inna znacząca postać jemeńskiej opozycji, Mohamed Said al-Saadi, został powołany na stanowisko ministra gospodarki, planowania i współpracy międzynarodowej. W gabinecie funkcjonowały 34 ministerstwa, dwa spośród nich objęły kobiety. 10 grudnia 2011 rząd został oficjalnie zaprzysiężony i rozpoczął funkcjonowanie.

## Sytuacja po zaprzysiężeniu nowego rządu
Przeobrażenia na scenie politycznej nie uspokoiły jednak sytuacji w kraju. W dniu powołania rządu tymczasowego, na ulicach Sany doszło do walk między bojówkami opowiadającymi się za prezydentem Salihem a zwolennikami zmian. Drobne potyczki w stolicy trwały także w dniach 9-12 grudnia; bojówki Haszid walczyły z Gwardią Republikańską.
Transformacja władzy nie ugasiła innych ognisk przemocy w kraju. Na północy kraju szyicka bojówka Huti walczyła z sunnickimi salafistami mimo ustaleń rozejmowych, ciężkie walki trwały pod Zindżibarem między wojskiem a terrorystami. Poległo w nich kilkunastu walczących. Miasto otoczone przez wojsko nadal było kontrolowane przez rebeliantów, a codzienne ataki osłabiały ich pozycje. Ponadto 9 grudnia zamaskowani sprawy zniszczyli kluczowy ropociąg w prowincji Szabwa, a trzy dni później 10 terrorystów uciekło podkopem z więzienia w Adenie.
24 grudnia na ulice Sany ponownie wyszły tysiące ludzi, którzy domagali się procesu Saliha za śmierć ludzi zabitych podczas powstania narodowego. Siły wierne Salihowi stłumiły protest za pomocą armatek wodnych, gazu łzawiącego, a także bronią palną, w wyniku czego śmierć poniosło 13 osób, a 50 odniosło obrażenia. W ten sam dzień Salih ogłosił, iż na czas wyborów uda się do Stanów Zjednoczonych, ustępując swemu następcy.
16 stycznia 2012 rebelianci Al-Ka’idy pod dowództwem Tarika al-Dahaba zdobyli kontrolę nad miastem Rada w prowincji Al-Bajda, leżącym 160 km na południe od Sany. Miasto zostało zdobyte po kilkunastogodzinnym ataku z trzech stron: cytadeli, meczetu i szkoły. W wyniku szturmu zginęło dwóch jemeńskich funkcjonariuszy policji broniącej miasto. Opór przez nią postawiony był znikomy. Ponadto bojownicy zdobyli więzienie, z którego uwolnili 150-200 więźniów, w tym nieznaną liczbę członków Al-Ka’idy. Terroryści wycofali się z miasta w nocy z 24 na 25 stycznia wskutek negocjacji z miejscową starszyzną plemienną. Bojownicy po odwrocie zajęli tereny wiejskie i postanowili je okupować dopóki z więzienia centralnego nie zostanie uwolnionych 15 bojowników Al-Ka’idy.
17 stycznia minister spraw zagranicznych Jemenu Abu Bakr Abd Allah Al-Kirbi ogłosił, iż wybory prezydenckie zaplanowane na 21 lutego mogą nie dojść do skutku z powodu braku zapewnienia bezpieczeństwa, które było konieczne do ich przeprowadzenia. Wybory byłyby przesunięte na inny termin. Zgodnie z układem pokojowym wybory miały zostać przeprowadzone do lutego 2012. Jako jedyny kandydat wystartować miał przejściowy przywódca kraju wiceprezydent Abd Mansur al-Hadi. W razie elekcji jego kadencja potrwałaby dwa lata, po czym odbyłyby się wybory parlamentarne i kolejne prezydenckie.
21 stycznia parlament uchwalił ustawę, dającą prezydentowi Salihowi immunitet, dzięki któremu nie odpowie za śmierć setek ludzi podczas powstania. Dzień później przeciwko tej ustawie w Sanie protestowało tysiące ludzi, którzy domagali się osądzenia ustępującego prezydenta. 22 stycznia Salih poprosił naród o przebaczenie za błędy podczas jego rządów. Stało się to podczas jego wylotu z kraju. Poleciał do Omanu, skąd przygotowana została jego podróż na rekonwalescencje do Stanów Zjednoczonych.

## Wybory prezydenckie i zaprzysiężenie Hadiego
21 lutego 2012 w Jemenie odbyły się wybory prezydenckie. Jedynym kandydatem był pełniący obowiązki prezydenta Abd Rabbuh Mansur Hadi. Do głosowania upoważnionych było 12 mln Jemeńczyków. Młodzi rewolucjoniści, ogłosili tym dzień świętem rewolucji, jednak wybory nie odbyły się przy pełnej aprobacie społeczeństwa. Wybory zbojkotowali secesjoniści na południu kraju oraz szyiccy rebelianci na północy kraju. Ponadto głosować nie mogli mieszkańcy Zindżibaru, ze względu na zbyt małą ilość sił bezpieczeństwa i niespokojnej sytuacji w mieście.
W czasie głosowania doszło do kilku ataków secesjonistów na lokale wyborcze. W Adenie do dziesięciu lokali której zginęło 10-letnie dziecko i policjant. W strefie wpływów Al-Ka’idy w mieście Al-Mukalla w ataku na lokal wyborczy zginął żołnierz. W leżącym w tym samym rejonie Lahadżu podczas strzelaniny między siłami bezpieczeństwa a secesjonistami zginął uczestnik protestu. Łącznie podczas wyborów w całym kraju zginęły cztery osoby.
Abd Rabbuh Mansur Hadi w wyborach zdobył 99,8% głosów. Frekwencja wyborcza wyniosła 66%. 25 lutego 2012 został w parlamencie zaprzysiężony na nowego prezydenta Jemenu, będąc tym samym następcą Saliha. Nowy prezydent w swoim przemówieniu zobowiązał się do zachowania jedności kraju, niepodległości i integralności terytorialnej. Zadeklarował otwarcie się na dialog ze wszystkimi opcjami politycznymi, co na celu miało poprawę bezpieczeństwa w kraju i odbudowę gospodarki. Zaapelował do obywateli o scalenie i nowe otwarcie na rzecz Jemenu. Obiecał sprowadzenie uchodźców, którzy musieli uciekać z kraju z powodu walk. Zapowiedział kontynuację kampanii antyterrorystycznej przeciwko Al-Kaidzie na południu kraju.
27 lutego 2012 odbyła się uroczysta ceremonia w pałacu prezydenckim, podczas której Ali Abd Allah Salih, który dwa dni wcześniej powrócił ze Stanów Zjednoczonych, przekazał oficjalnie Hadiemu władzę, wyrażając pełne poparcie dla niego. W czasie uroczystości, w Sanie zorganizowano manifestacje, podczas której domagano się rozliczenia Saliha za śmierć setek cywilów podczas powstania. Przejściowa kadencja Hadiego ma potrwać do 2014. Wówczas odbędą się kolejne wybory parlamentarne i prezydenckie.